# 庫約克山
10°23′9″S 76°52′31″W / 10.38583°S 76.87528°W
庫約克山（Cuyoc），是秘魯的山峰，位於該國中南部利馬大區的卡哈坦博省，屬於安第斯山脈中瓦伊瓦什山脈的一部分，海拔高度約5,550米。